# بهشية شاذة
البَهْشِيِّة الشاذة (باللاتينية: Ilex anomala) نوع نباتي يتبع جنس البهشية من الفصيلة البهشية.
موطنها جزر هاواي.